# Iona Allen

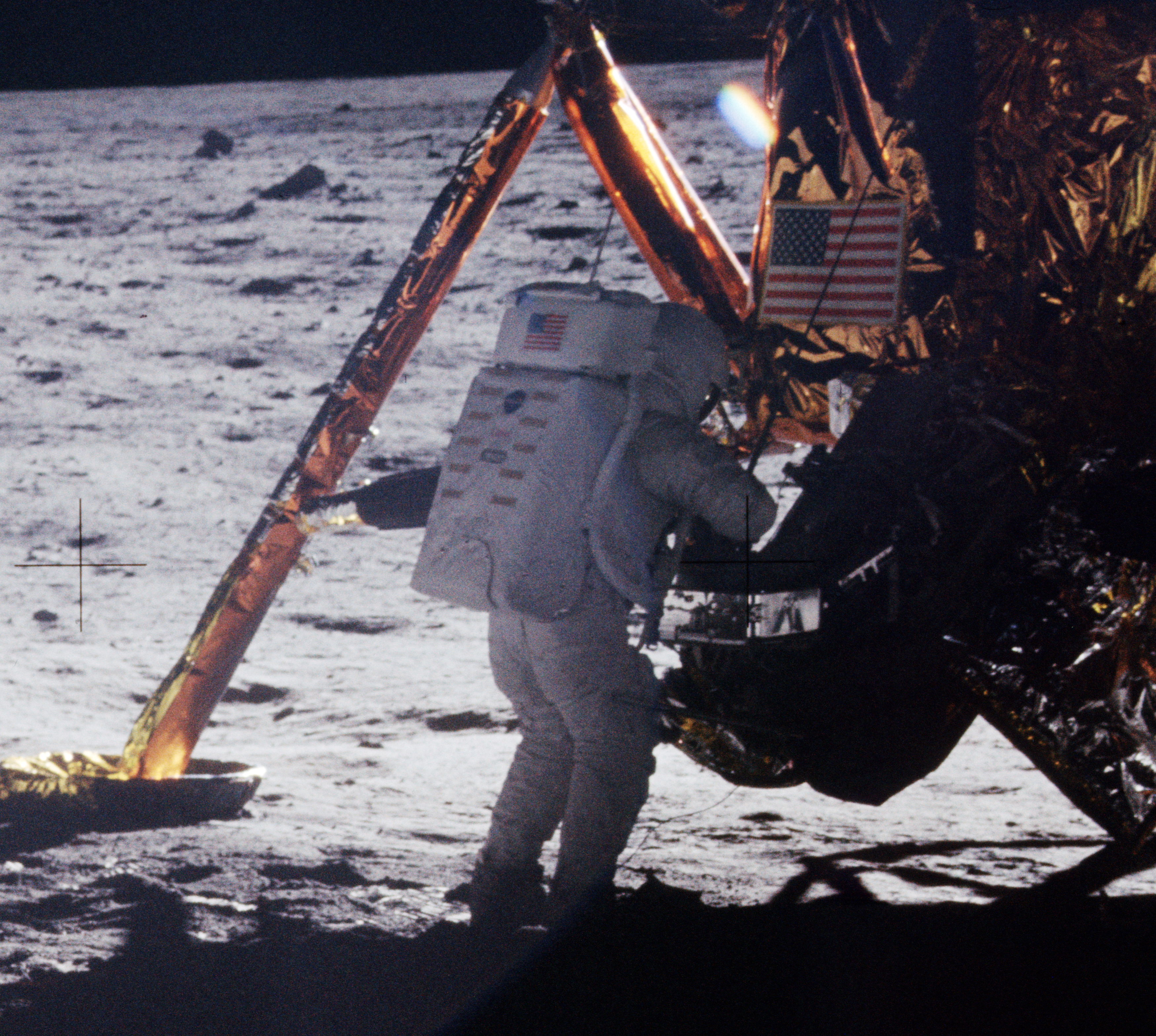
Neil Armstrong con las botas creadas por Iona Allen.

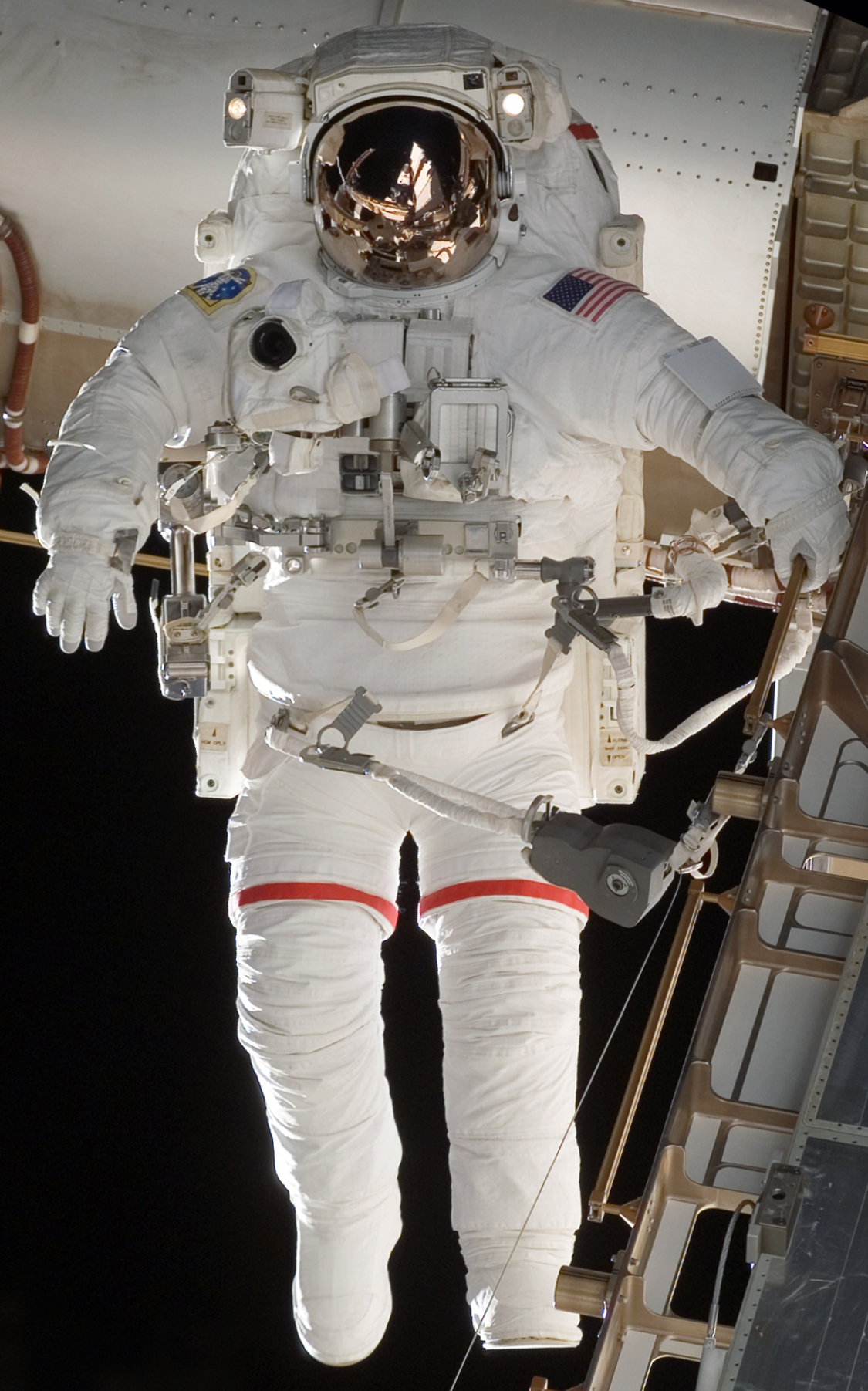
Un traje de la Unidad de Movilidad Mejorada del tipo que Iona Allen ayudó a crear.

Iona Tolliver Allen (17 de mayo de 1937 - 15 de julio de 2003)fue una costurera estadounidense que ayudó a desarrollar y crear trajes espaciales para múltiples misiones espaciales de la NASA como parte del equipo de costureras de ILC Dover. Ella construyó las botas que Neil Armstrong usó cuando caminó por primera vez sobre la Luna, y posteriormente trabajó posteriormente en trajes EMU para astronautas en el programa del Transbordador Espacial. Un diseñador de trajes espaciales de ILC en ese momento dijo de Allen: «Ella fue la única que hizo un par de botas perfectas».

## Carrera
Allen trabajó en International Latex Corporation (ILC) como parte del equipo de costureras de ILC Dover. ILC tenía contratos con la NASA para construir trajes espaciales para el programa Apolo y el programa del Transbordador Espacial. Allen trabajó en ambas iniciativas. El equipo de costureras de ILC Dover, incluido Allen, participó continuamente en el diseño de los trajes de los astronautas.
Allen construyó personalmente las botas que Neil Armstrong usó cuando caminó por primera vez sobre la Luna. La construcción de las botas de Armstrong llevó semanas. Consistían en trece capas, cada una de las cuales tenía que estar perfectamente cosida y pasar inspección. Las botas, así como los trajes espaciales Apollo A7L y A7LB creados por el equipo de Allen, no sufrieron percances importantes durante todo el tiempo que estuvieron en uso. Un diseñador de trajes espaciales de ILC en ese momento dijo de Allen: «Ella fue la única que hizo un par de botas perfectas».
Allen fue una de las varias mujeres negras que trabajaron en este equipo integrado. Trabajó para ILC durante veintinueve años. Se jubiló en 1998, aunque luego empezó a trabajar para Draperies Etc.

## Vida personal
Allen nació en Virginia en 1937 con el nombre de nacimiento (de soltera) de Iona Tolliver. Tenía tres hermanas y dos hermanos. Se casó con Sam Allen y tuvo un hijo. Se unió a la NAACP y fue testigo de Jehová. Murió a la edad de 66 años, el 15 de julio de 2003.